# La valle dei disperati
La valle dei disperati (The Beast of Hollow Mountain) è un film del 1956 diretto da Edward Nassour e Ismael Rodríguez.
È un western statunitense e messicano a sfondo horror ambientato in Messico alla fine del XIX secolo con Guy Madison e Patricia Medina.

## Trama
Un cowboy americano che vive in Messico scopre che parte del suo bestiame è stato predato da un Allosaurus, un mostruoso dinosauro.

## Produzione
Il film, diretto da Edward Nassour e Ismael Rodríguez su una sceneggiatura di Robert Hill e, per alcuni dialoghi addizionali, di Jack DeWitt e un soggetto di Willis H. O'Brien, fu prodotto da Edward Nassour e William Nassour tramite la Nassour Studios e la Películas Rodríguez. Fu girato nei Churubusco Studios a Città del Messico, nei Nassour Studios a Hollywood, e a Tepoztlán, in Messico, da metà gennaio a fine marzo 1955.
Per l'animazione del dinosauro, la produzione utilizzò un sistema particolare di stop motion ideato dagli stessi Nassour e denominato Regiscope. Il soggetto di O'Brien sarebbe stato poi utilizzato anche per La vendetta di Gwangi del 1968.

## Distribuzione
Il film fu distribuito con il titolo The Beast of Hollow Mountain negli Stati Uniti nell'agosto 1956 al cinema dalla United Artists e in Messico con il titolo El monstruo de la montaña hueca dal 18 aprile 1957.
Altre distribuzioni:
- in Germania Ovest il 1º aprile 1957 (Der Fluch vom Monte Bravo)
- in Svezia il 23 aprile 1957 (Fasans dal)
- in Finlandia il 3 maggio 1957 (Hirviön tuho)
- in Austria nel luglio del 1957 (Der Fluch vom Monte Bravo)
- in Turchia nell'aprile del 1959 (Daglar ejderi)
- in Germania il 7 giugno 2012 (in DVD) (Die Bestie von Monte Bravo)
- in Grecia (Tromos sto Mexico)
- in Italia (La valle dei disperati)

## Critica
Secondo Fantafilm la regia risulterebbe anonima e quello che dovrebbe essere l'interesse principale, ossia la presenza del dinosauro, viene a mancare soprattutto perché quest'ultimo si rivela poco presente sullo schermo apparendo solo nelle sequenze finali. Inoltre, le sembianze stesse dell'animale preistorico si rivelano poco impressionanti.

## Promozione
Le tagline sono:
- One Day After A Million Years It Came Out Of Hiding To... Kill! Kill! Kill!
- A HORROR BEYOND BELIEF...BREATHING HATE, DEATH AND DESTRUCTION!
- And introducing the new REGISCOPE Process